# 日下部裕之進
日下部 裕之進（くさかべ ゆうのしん、天保7年（1836年） - 万延元年閏3月3日（1860年4月22日））は、幕末の薩摩藩士。日下部伊三治の長男、母は山形氏。諱は信政。

## 生涯
天保7年（1836年）、水戸藩士・日下部伊三治の長男として常陸国多賀郡で誕生。父・伊三治が幹事を務める太田学館で学ぶ。
安政2年（1855年）、父とともに薩摩藩に帰藩。安政5年（1858年）、家老鎌田出雲の命で上洛し、水戸藩への降勅に関与して、実際に降勅されると父とともにその写しを持って江戸へ下り、小石川の水戸藩邸へ届けた（戊午の密勅）。しかし、江戸幕府による安政の大獄が起こると伝馬町の獄に捕えられ、翌安政6年（1859年）に遠島刑となるが、配所前の万延元年（1860年）に獄死した。享年25。
明治35年（1902年）、正五位を追贈された。